# Chris Opie
Christopher Opie (Truro, 22 juli 1987) is een Engels wielrenner die tot 2018 reed voor Canyon Eisberg. Sinds eind 2018 is hij presentator bij Global Cycling Network dat gevestigd is in Bath.

## Carrière
In 2010 won Opie verschillende koersen in het Afrikaanse circuit, waardoor hij op plek vijftien eindigde in het klassement van de UCI Africa Tour die dat jaar gewonnen werd door Abdelatif Saadoune.

## Overwinningen
2010
4e en 5e etappe Ronde van Libië
Grote Prijs van Al Fatah
2016
2e etappe Ronde van Korea
1e (ploegentijdrit) en 2e etappe Ronde van Midden-Nederland
Eindklassement Ronde van Midden-Nederland

## Ploegen
- 2012 –  UK Youth Cycling
- 2013 –  Team UK Youth
- 2014 –  Rapha Condor JLT
- 2015 –  ONE Pro Cycling
- 2016 –  ONE Pro Cycling
- 2017 –  BIKE Channel Canyon
- 2018 –  Canyon Eisberg

Bäckstedt · Barker · Gustavsson · Johansson · Lewis · Lowsley-Williams · Mansell · McGowan · Opie · Stevenson · Stewart · Tanguy
Barker · Białobłocki · Gustavsson · Horton · Hunt · Lowsley-Williams · Mansell · Mould · Opie · Partridge · Tanguy · Wilkinson
Atkins · Barker · Baylis · Bellis · Białobłocki · Gardias · Harper · Hester · Hunt · Mould · Opie · P.Williams · S.Williams
Barker · Baylis · Białobłocki · Domagalski · Ebsen · Goss · Handley · Harper · House · Hunt · Lander · McCormick · Mortensen · O'Shea · Opie · Oram · Smith · Von Hoff · P.Williams · S.Williams
Atkins · Fry · Gardias · Lowe · Lowsley-Williams · Nowell · Opie · Partridge · Pullar · Richardson · Stedman · H. Tanfield · Townsend · Webber · Womersley · C. Tanfield (stagiair)
Fry · Gardias · Lowe · Lowsley-Williams · Nowell · Opie · Page · Paton · Pullar · Rose-Davies · Stedman · C. Tanfield · H. Tanfield · Tennant · Townsend